# Gerhard Werner Teschemacher
Gerhard Werner Teschemacher (* 12. Juli 1666 in Unterbarmen; † 22. Mai 1740 in Elberfeld) war Bürgermeister von Elberfeld.
Teschemacher wurde als Sohn von Engelbert Teschemacher (1621–1697) und Maria Magdalena Cappel in Unterbarmen geboren und ließ sich als Kaufmann in Elberfeld nieder. Im Jahr 1706 war er Gemeinsmann und in den Jahren 1709, 1714 und 1716 Ratsmitglied der Stadt. In den Jahren 1719 und 1720 gehörte er jeweils zu den vier Personen, die für das Amt des Bürgermeisters vorgeschlagen worden waren, wurde aber nicht gewählt. Im Jahr 1721 stand er zunächst nicht auf der Vorschlagsliste. Da aber einer von den vier Kandidaten des Jahres 1721, wie sich herausstellte, nicht das Elberfelder Bürgerrecht besaß, wurde er von Johannes Wülfing, Bürgermeister Elberfelds 1719 und Stadtrichter von 1720, als Nachrücker bestimmt und bei der Wahl auch gewählt. Nach seiner Amtszeit war Teschemacher ebenfalls Stadtrichter und darauf, vom 19. November 1723 bis zum 27. Januar 1738 Schöffe des Stadtgerichts.
Teschemacher heiratete am 11. März 1696 in Elberfeld die ebenfalls aus Barmen stammende Anna Maria Wuppermann (1673–1727) und hatte mit ihr zehn Kinder. Er starb am 22. Mai 1740 und wurde am 27. Mai in Elberfeld beerdigt.